# El Refugio de Vázquez
El Refugio de Vázquez är en ort i Mexiko.   Den ligger i kommunen Degollado och delstaten Jalisco, i den centrala delen av landet, 300 km väster om huvudstaden Mexico City. El Refugio de Vázquez ligger 1 636 meter över havet och antalet invånare är 109.
Terrängen runt El Refugio de Vázquez är kuperad västerut, men österut är den platt. Runt El Refugio de Vázquez är det tätbefolkat, med 343 invånare per kvadratkilometer. Närmaste större samhälle är La Piedad Cavadas, 18,0 km öster om El Refugio de Vázquez. I omgivningarna runt El Refugio de Vázquez växer huvudsakligen savannskog.